# مشكلة نيوترينو الشمس

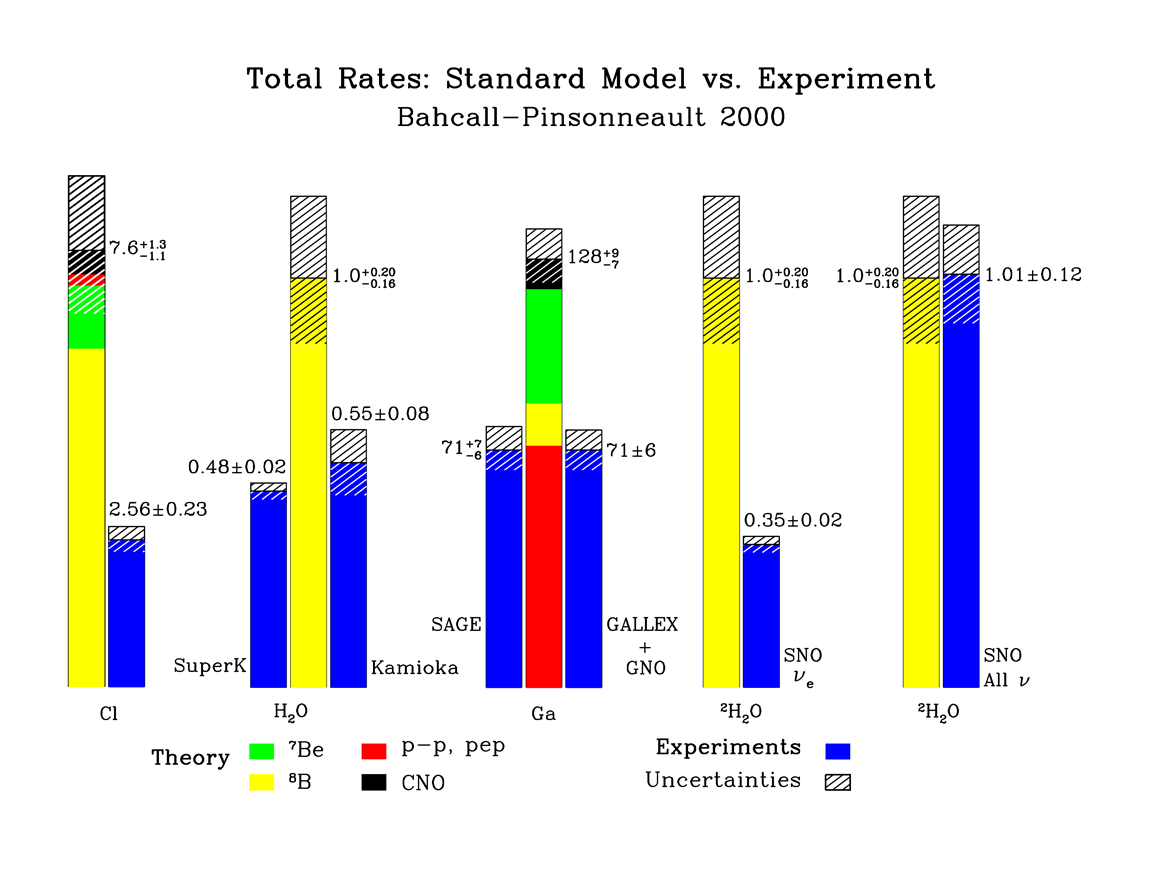

مشكلة نيوترينو الشمس في فيزياء الجسيمات (بالإنجليزية: solar neutrino problem)
هي مشكلة عدم توافق بين قياس معدل النيوترينوات القادمة من الشمس إلى الأرض ومعدل حساب نشأتها في باطن الشمس، وقد ظلت هذه المسألة تشغل الفيزيائيين في جميع أنحاء العالم من أواسط الستينيات من القرن الماضي حتى عام 2002.
وقد حلت المسألة في الفترة الأخيرة وذلك من خلال الفهم الأكبر للطبيعة النيوترينواتية، مما يحتاج إجراء تعديل في النموذج الأساسي للجسيمات الأولية، وبصفة خاصة تذبذب النيوترينو.
ونظرا لإتضاح أن النيوترينوات ليست لها كتلة صفرية، فإن النيوترينوات المتحدث عنها تستطيع التحول من النوع الذي اعتبر أنه ينشأ في باطن الشمس إلى نوعين ثانويين يمكن قياسهما بواسطة مكاشف عبارة عن عدادات نيوترينواتية.

## مقدمة
تعتبر الشمس مفاعلا نوويا حيث تجري فيه اندماج نووي بين البروتونات، فيتحول الهيدروجين بهذا التفاعل إلى الهيليوم، ونيوترينو وبوزيترون وطاقة. والطاقة الناتجة تنطلق من الأندماج في هيئة أشعة غاما ووطاقة حركة للجسيمات، بما فيها النيوترنوات التي تعبر باطن الشمس وتصل إلى الأرض من دون حدوث أي امتصاص لها على الطريق أو في الطبقات الخارجية في الشمس.
وعندما تحسنت حساسية المكشافات المستخدمة في عد فيض النيوترينوات الآتية من الشمس، أصبح من الواضح أن العدد المعين بالتجربة كان أقل من العدد الذي تنتجه الحسابات النظرية المعتمدة على نماذج التفاغلات الجارية في باطن الشمس. وكانت نتائج القياسات تأتي بأعداد بين ثلث إلى نصف الأعداد المحسوبة نظريا. وأصبحت تلك المسألة تسمى مشكلة نيوترون الشمس.

## تجارب القياس
في أواخر الستينيات من القرن الماضي قام ريموند ديفيس وجون باهكال لأول مرة بتجربة هومستاك حيث قاما بقياس فيض النيوترينوات القادمة من الشمس ووجدوا فرقا في العدد (عدم توافق العدد المعين عمليا مع العدد المحسوب نظريا). وكانت التجربة تستخدم عدادا يحتوي على الكلور. ثم تتابعت القياسات باستخدام مواد كيميائية أخرى مع الماء عن طريق القياس ب عداد شيرينكوف وتأكد الاختلاف بين العدد المقاس والعدد المحسوب. كما أيدت قياسات مرصد سودبوري للنيوترينو ذلك الفرق.
وقد أجريت الحسابات الخاصة بنشأة نيوترينوات الشمس على أساسس النموذج الشمسي القياسي الذي ساعد باهكال على صياغته وهو يصف بكل تفصيل التفاعلات والعمليات الجارية في باطن الشمس.
وقد حاز كل من ريموند ديفيس وماساتوشي كوشيبا على جزء من جائزة نوبل للفيزياء عام 2002 على تجاربهما التي وضحت أن عدد نيوترينوات الشمس تمثل 1/3 العدد الذي يحسبه النموذج الشمسي القياسي.

## أنواع النيوترينوات الثلاث
أبرزت الفيزياء التجريبية أنه لا بد وأن تتواجد ثلاثة أنواع من النيوترينوات والتي تخضع بدورها لإحصاء فيرمي-ديراك أي أنها تنتمي للحقول الفرميوناتية أو تنتمي للمجال الجسمي الفرميوني وهاته الفرميونات الثلاثة هي كالتالي:
- نيوترينوات الإلكترون، وهي تصاحب الإلكترونات والكواركين الفوقي Up quark والسفلي Down quark .
- نيوترينوات الميون وهي تصاحب جسيم الميون والكواركات فاتن Charm quark وغريب Strange quark .
- نيوترينوات التاو، وهي تصاحب بصفة أساسية جسيم تاوون والكواركاين العلوي Top quark والسفلي Bottom quark. ولم يكتشف نيوترينو التاو حتى الآن عمليا وبطريقة مباشرة.

يلزم أن يكون لكل نيوترينو، نقيض نيوترينو أو ضديد النيوترينو ولا يعرف حتى الآن عما إذا كانت تلك جسيمات مستقلة حقيقية أم أنها النيوترينو نفسه.

## الحل
نعتقد حاليا بأن مشكلة نيوتريو الشمس نشأت عن عدم معرفتنا لخواص النيوترينوات. فطبقا للنموذج الأساسي للجسيمات الأولية، توجد ثلاثة أنواع من النيوترينوات: نيوترينو الإلكترون، وهو النوع الذي ينشأ في الشمس، وهو أيضا النوع الذي اكتشف بالقياس في التجارب الموصوفة اعلاه، وبصفة خاصة تجربة هومستاك التي أجريت في أحد المناجم تحت الأرض، بعيدا عن الأشعة الكونية. والنوع الثاني نيوترينو الميون، والثالث نيوترينو التاو. وفي عام 1970 كان الاعتقاد سائداً بأن النيوترينوات ليس لها كتلة وانها لا تتغير. ولكن في عام 1968 اقترح برونو بونتيكورفو أنه لو افترض أن النيوترينوات لها كتلة فلا بد أن تكون لها إمكانية التحول من ونوع لآخر. وبناء عليه فيمكن أن تكون نيوترينوات الشمس قد تحولت في طريقها إلى الأرض إلى أنواع أخرى ولذلك لم تسجلها العدادات. في أواخر سبتمبر 2011، كشفت قياسات «أوبرا»، أن نيوترينوات اجتازت نفقاً يبلغ طوله 730 كيلومترا يفصل بين منشآت المركز الأوروبي للأبحاث النووية «سيرن» في جنيف ومختبر «سان جراس» في إيطاليا بسرعة 300006 كيلومترات في الثانية، أي 6 كيلومترات في الثانية أكثر من سرعة الضوء.
وفي عام 1987 حدث مستعر أعظم وهو مستعر أعظم 1987 أي في مجرة ماجلان الكبرى قرب الأرض وبينت قياساتها احتمال أنها ذات كتلة، وذلك لأنهم احتاجوا لأوقات مختلفة للوصول إلى الأرض حيث قام بقياسهم تجربة كاميوكاندي Kamiokande وعداد إيرفينج-ميتشيجان-بروكهافن IMB.

ولكن بسبب أن عدد النيوترينوات المسجلة كان عددا قليلا فلم يمكن البت في هذا الموضوع بالتأكيد. وبالإضافة إلى ذلك كان من الممكن لتجربة كانيوكاندي و IMB معرفة عما إذا كانت النيوترينوات ذات كتلة من عدمه لو كان المرصدان مزودان بعدادات دقيقة للوقت بحيث تستطيع تعيين زمن سفر النيوترينوات (Time Of Flight TOF) من بعد حدوث الإثارات في المستعر حتى وصولها إلى الأرض. وبالتالي لأمكن معرفة إذا كانت النيوترينوات تتحرك بسرعة الضوء وفي هذه الحالة فلا يكون لها كتلة. أو تكون سرعتها أقل قليلا عن سرعة الضوء وفي تلك الحالة يكون لها كتلة. ولكن التجربتان لم تجهزا أصلا لقياس نيوترينوات المستعر.
وجاء أول تنويه عن وجود تذبذب النيوترينو عام 1998 من تجربة سوبر كاميوكاندي التي أجريت في اليابان. فقد سجلت قياسات تتفق مع نيوترينو الميون (التي تنشأ في طبقات الجو العليا عن طريق الأشعة الكونية) وهي تتغير إلى نيوترينو التاو. وقد أثبتت القياسات أن عدد النيوترينوات القادمة عبر الكرة الأرضية أقل من عددها القادم إلى العداد من طبقات الأرض العليا.
ولم تتضمن قياساتهم فقط رصد نيوترينوات الميون الناشئة عن تفاعل الأشعة الكونية مع جو الأرض. ولم ترصد نيوترينوات التاو في تجربة سوبر كاميوكاندي.
وجاء أول تنويه عن تذبذب نيوترينو الشمس في عام 2001 من مرصد سودبري للنيوترينو ب كندا. فقد استطاع تسجيل جميع أنواع النيوترينوات القادمة من الشمس.

واستطاع المرصد التفرقة بين نيوترينو الإلكترون ونوعي نكهة الآخرين. وبعد تحليل احصائي عويص وجد أن نحو 35% من النيوترينوات القادمة من الشمس من نوع نيوترينو الإلكترون، وأما الباقي فكانوا نيوترينوات ميون ونيوترينوات تاو.

وكان العدد الكلي من النيوترينوات المسجلة يتفق جيدا مع تقديرات الفيزياء النووية السابقة والتي تعتمد على التفاعل الاندماجي داخل الشمس.